# Lycorina ranaivo
Lycorina ranaivo är en stekelart som beskrevs av André Seyrig 1934. Lycorina ranaivo ingår i släktet Lycorina och familjen brokparasitsteklar. Inga underarter finns listade i Catalogue of Life.